# 42e cérémonie des Oscars
La 42e cérémonie de remise des prix des Oscars du cinéma, récompensant les films sortis en 1969, a eu lieu le 7 avril 1970 au Dorothy Chandler Pavilion de Los Angeles (Californie).

## Cérémonie
La cérémonie a été retransmise sur ABC.
- Dialoguistes : Hal Kanter, Frank Pierson, Mary Loos
- Directeur musical : Elmer Bernstein
- Réalisateur : Jack Haley Jr.
- Producteur : M. J. Frankovich
- Réalisateur et producteur de la retransmission télévisée : Richard Dunlap

Pour la seconde fois, la présentation ne fut pas assurée par un maître de cérémonie mais par 17 « amis des Oscars » : Bob Hope, John Wayne, Barbra Streisand, Fred Astaire, Jon Voight, Myrna Loy, Clint Eastwood, Raquel Welch, Candice Bergen, James Earl Jones, Katharine Ross, Cliff Robertson, Ali MacGraw, Barbara McNair, Elliott Gould, Claudia Cardinale et Elizabeth Taylor.
On a pu voir ce soir là des interventions pré-enregistrées de personnalités telles que Ingmar Bergman, Sergei Bondarchuk, Federico Fellini, Akira Kurosawa, Mike Nichols, John Schlesinger et Franco Zeffirelli.
Les chansons nommées ont été interprétées en direct par Glen Campbell (True Grit), Lou Rawls (Jean), Michel Legrand (What Are You Doing the Rest of Your Life?) et B. J. Thomas (Raindrops Keep Fallin' on My Head).

## Palmarès
Les lauréats sont indiqués ci-dessous en premier de chaque catégorie et en gras.

### Meilleur film
(remis par Elizabeth Taylor) 
- Macadam Cowboy (Midnight Cowboy) - Jerome Hellman, producteur
  - Anne des mille jours (Anne of the Thousand Days) - Hal B. Wallis, producteur (Grande-Bretagne)
  - Butch Cassidy et le Kid (Butch Cassidy and the Sundance Kid) - John Foreman, producteur
  - Hello, Dolly ! - Ernest Lehman, producteur
  - Z - Jacques Perrin et Ahmed Rachedi (France/Algérie)

### Meilleur réalisateur
(remis par Myrna Loy)
- John Schlesinger pour Macadam Cowboy[3]
  - Costa-Gavras pour Z
  - George Roy Hill pour 'Butch Cassidy et le Kid
  - Arthur Penn pour Alice's Restaurant
  - Sydney Pollack pour On achève bien les chevaux (They Shoot Horses, Don't They ?)

### Meilleur acteur
(remis par Barbra Streisand) 
- John Wayne pour le rôle de Rooster Cogburn dans Cent dollars pour un shérif (True Grit) de Henry Hathaway
  - Richard Burton pour le rôle de Henry VIII dans Anne des mille jours
  - Dustin Hoffman pour le rôle de Enrico Salvatore Rizzo dans Macadam Cowboy
  - Peter O'Toole pour le rôle de Arthur Chipping dans Goodbye, Mr. Chips de Herbert Ross
  - Jon Voight pour le rôle de Joe Buck dans Macadam Cowboy

### Meilleure actrice
(remis par Cliff Robertson)
- Maggie Smith pour le rôle de Jean Brodie dans Les Belles Années de Miss Brodie (The Prime of Miss Jean Brodie) de Ronald Neame (Grande-Bretagne)[4]
  - Geneviève Bujold pour le rôle de Anne Boleyn dans Anne des mille jours
  - Jane Fonda pour le rôle de Gloria Beatty dans On achève bien les chevaux
  - Liza Minnelli pour le rôle de Mary Ann "Pookie" Adams dans Pookie (The Sterile Cuckoo) d'Alan J. Pakula
  - Jean Simmons pour le rôle de Mary Wilson dans The Happy Ending de Richard Brooks

### Meilleur acteur dans un second rôle
(remis par Katharine Ross)
- Gig Young pour le rôle de Rocky dans On achève bien les chevaux
  - Rupert Crosse pour le rôle de Ned McCaslin dans Reivers (The Reivers) de Mark Rydell
  - Elliott Gould pour le rôle de Ted Henderson dans Bob et Carole et Ted et Alice (Bob and Carol and Ted and Alice) de Paul Mazursky
  - Jack Nicholson pour le rôle de George Hanson dans Easy Rider de Dennis Hopper
  - Anthony Quayle pour le rôle du cardinal Thomas Wolsey dans Anne des mille jours

### Meilleure actrice dans un second rôle
(remis par Fred Astaire) 
- Goldie Hawn pour le rôle de Toni Simmons dans Fleur de cactus (Cactus Flower) de Gene Saks[5]
  - Catherine Burns pour le rôle de Rhoda dans Dernier Été (Last Summer) de Frank Perry
  - Dyan Cannon pour le rôle de Alice Henderson dans Bob et Carole et Ted et Alice
  - Sylvia Miles pour le rôle de Cass dans Macadam Cowboy
  - Susannah York pour le rôle de Alice LeBlanc dans On achève bien les chevaux

### Meilleur scénario original
(remis par James Earl Jones et Ali MacGraw) 
- William Goldman pour Butch Cassidy et le Kid
  - Paul Mazursky et Larry Tucker pour Bob et Carole et Ted et Alice
  - Nicola Badalucco, Enrico Medioli et Luchino Visconti pour Les Damnés (La caduta degli dei)
  - Peter Fonda, Dennis Hopper et Terry Southern pour Easy Rider
  - Walon Green, Roy N. Sickner et Sam Peckinpah pour La Horde sauvage (The Wild Bunch)

### Meilleure adaptation
(remis par Katharine Ross et Jon Voight)
- Waldo Salt pour Macadam Cowboy[6]
  - John Hale, Bridget Boland et Richard Sokolove pour Anne des mille jours
  - Arnold Schulman pour Goodbye Columbus (Goodbye, Columbus) de Larry Peerce
  - James Poe et Robert E. Thompson (en) pour On achève bien les chevaux
  - Jorge Semprún et Costa-Gavras pour Z

### Meilleure direction artistique
(remis par Myrna Loy et Jon Voight) 
- John DeCuir, Jack Martin Smith, Herman Blumenthal, Walter M. Scott, George James Hopkins et Raphaël Bretton pour Hello, Dolly !
  - Maurice Carter, Lionel Couch (en) et Patrick McLoughlin pour Anne des mille jours
  - Robert F. Boyle, George B. Chan (en), Edward G. Boyle et Carl Biddiscombe (en) pour Gaily, Gaily de Norman Jewison
  - Harry Horner et Frank R. McKelvy pour On achève bien les chevaux
  - Alexander Golitzen, George C. Webb (en) et Jack D. Moore pour Sweet Charity de Bob Fosse

### Meilleurs costumes
(remis par Candice Bergen) 
- Margaret Furse pour Anne des mille jours
  - Ray Aghayan (en) pour Gaily, Gaily
  - Irene Sharaff pour Hello, Dolly !
  - Donfeld pour On achève bien les chevaux
  - Edith Head pour Sweet Charity

### Meilleure photographie
(remis par John Wayne)
- Conrad Hall pour Butch Cassidy et le Kid
  - Arthur Ibbetson pour Anne des mille jours
  - Charles Lang pour Bob et Carole et Ted et Alice
  - Harry Stradling Sr. pour Hello, Dolly !
  - Daniel L. Fapp pour Les Naufragés de l'espace (Marooned) de John Sturges

### Meilleur montage
(remis par Claudia Cardinale et James Earl Jones)
- Françoise Bonnot pour Z
  - William Reynolds pour Hello, Dolly !
  - Hugh A. Robertson (en) pour Macadam Cowboy
  - Fredric Steinkamp pour On achève bien les chevaux
  - William A. Lyon et Earle Herdan pour Le Secret de Santa Vittoria (The Secret of Santa Vittoria) de Stanley Kramer

### Meilleur son
(remis par Candice Bergen et Elliott Gould) 
- Jack Solomon et Murray Spivack pour Hello, Dolly !
  - John Aldred (en) pour Anne des mille jours
  - William Edmondson et David Dockendorf (en) pour Butch Cassidy et le Kid
  - Robert Martin et Clem Portman (en) pour Gaily, Gaily 
  - Les Fresholtz et Arthur Piantadosi pour Les Naufragés de l'espace

Note : Pour la première fois, l’Oscar du meilleur son est décerné directement aux mixeurs et non au département son du studio producteur

### Meilleurs effets visuels
(remis par Raquel Welch) 
- Robbie Robertson pour Les Naufragés de l'espace
  - Eugène Lourié et Alex Weldon pour Krakatoa à l'est de Java (Krakatoa: East of Java) de Bernard L. Kowalski

### Meilleure chanson
(remis par Candice Bergen) 
- Burt Bacharach (musique) et Hal David (paroles) pour Raindrops Keep Fallin' on My Head dans Butch Cassidy et le Kid
  - Rod McKuen pour Jean dans Les Belles Années de Miss Brodie
  - Elmer Bernstein (musique) et Don Black (paroles) pour True Grit dans Cent dollars pour un shérif
  - Michel Legrand (musique) et Alan Bergman et Marilyn Bergman (paroles) pour What Are You Doing for the Rest of Your Life? dans The Happy Ending
  - Fred Karlin (musique) et Dory Previn (paroles) pour Come Saturday Morning dans Pookie

### Meilleure musique de film
Musique originale (remis par Barbara McNair et Cliff Robertson)
- Burt Bacharach pour Butch Cassidy et le Kid
  - Georges Delerue pour Anne des mille jours
  - Jerry Fielding pour La Horde sauvage
  - John Williams pour Reivers
  - Ernest Gold pour Le Secret de Santa Vittoria

Adaptation  (remis par Elmer Bernstein et Shani Wallis) 
- Lennie Hayton et Lionel Newman pour Hello, Dolly !
  - Leslie Bricusse et John Williams pour Goodbye, Mr. Chips
  - Nelson Riddle pour La Kermesse de l'ouest (Paint Your Wagon) de Joshua Logan
  - Johnny Green et Albert Woodbury pour On achève bien les chevaux
  - Cy Coleman pour Sweet Charity

### Meilleur film étranger
(remis par Clint Eastwood et Claudia Cardinale) 
- Z de Costa-Gavras •  Algérie[7]
  - La Bataille de la Neretva (Bitka na Neretvi) de Veljko Bulajić •  Yougoslavie
  - Les Frères Karamazov (Bratya Karamazovy) de Kirill Lavrov, Ivan Pyriev et Mikhaïl Oulianov •  Union soviétique
  - Ma nuit chez Maud d'Éric Rohmer •  France
  - Ådalen '31 de Bo Widerberg •  Suède

### Meilleur documentaire
(remis par Fred Astaire et Bob Hope) 
- L'Amour de la vie - Artur Rubinstein de François Reichenbach et Gérard Patris (France)
  - Before the Mountain Was Moved de Robert K. Sharpe
  - In the Year of the Pig d’Emile de Antonio
  - Olimpiada en México de la Film Section of the Organizing Committee for the XIX Olympic Games
  - The Wolf Men d’Irwin Rosten (en)

### Meilleur court métrage (prises de vues réelles)
- The Magic Machines produit par Joan Keller Stern
  - Blake (en) produit par Douglas Jackson
  - People Soup produit par Marc Merson

### Meilleur court métrage (documentaire)
(remis par Fred Astaire et Bob Hope)
- Czechoslivakia 1968 produit par Dennis Sanders et Robert M. Fresco
  - An Impression of John Steinbeck: Writer produit par Donald Wrye
  - Jenny Is a Good Thing produit par Joan Horvath
  - Leo Beuerman produit par Arthur H. Wolf et Russell A. Mosser
  - The Magic Machines produit par Joan Keller Stern

### Meilleur court métrage (animation)
- It’s Though to Be A bird produit par Ward Kimball
  - En marchant produit par Ryan Larkin
  - Of Men and Demons produit par John Hubley et Faith Hubley

## Oscars spéciaux

### Oscars d'honneur
(décerné par Frank Sinatra)
- Cary Grant, « pour sa maîtrise unique de l'art de l'interprétation à l'écran, avec le respect et l'affection de ses collègues » (« for his unique mastery of the art of screen acting with the respect and affection of his colleagues. »)

### Jean Hersholt Humanitarian Award
(décerné par Bob Hope)
- George Jessel (producteur, compositeur, acteur et chanteur)

## Oscars scientifiques et techniques

### Oscars scientifiques et d'ingénierie
- Hazeltine Corp. Pour la mise au point du Hazeltine Color Film Analyzer
- Juan De la Cierva de Dyna-Sciences Corp. Pour la mise au point du Dynalens optical image motion compensator
- Fouad Said pour la mise au point de la caméra Cinemobile

### Oscars pour une contribution technique
- Panavision pour le développement de la Panaspeed Motion Picture Camera Motor
- Robert M. Flynn et Russell Hessy (Universal City Studios, Inc.) pour la mise au point d’un revolver fictif pour l’industrie cinématographique
- Fenton Hamilton (MGM Studios) pour la conceptualisation d’une batterie mobile pour les lumières
- Otto Popelka (Magna-Tech Electronics Co., Inc.) pour le développement du Electronically Controlled Looping System

## Statistiques

### Récompenses
4 Oscars
- Butch Cassidy et le Kid

3 Oscars
- Hello, Dolly !
- Macadam Cowboy

2 Oscars
- Z

1 Oscar
- Cent dollars pour un shérif
- Les Belles Années de Miss Brodie
- On achève bien les chevaux
- Fleur de cactus
- Anne des mille jours

### Nominations multiples
| 10 nominations - Anne des mille jours 9 nominations - On achève bien les chevaux 7 nominations - Butch Cassidy et le Kid - Hello, Dolly ! - Macadam Cowboy 5 nominations - Z 4 nominations - Bob et Carole et Ted et Alice | 3 nominations - Gaily, Gaily - Les Naufragés de l'espace - Sweet Charity 2 nominations - Les Belles Années de Miss Brodie - Cent dollars pour un shérif - Easy Rider - Goodbye, Mr. Chips - The Happy Ending - La Horde sauvage - Pookie - Reivers - Le Secret de Santa Vittoria |